# 周旧邦木坊
周旧邦木坊，位于中国甘肃省庆阳市庆城县，为一个全国重点文物保护单位，类型为古建筑。
周旧邦木坊的历史年代为明代。